# Batalla de Kemej
La batalla de Kemej (en húngaro: kemeji csata) se sucedió el 26 de febrero de 1074 cuando Salomón de Hungría atacó a su primo el príncipe Géza.

## Antecedentes del conflicto y Kemej
El rey Salomón de Hungría generaría un clima de inestabilidad en el reino húngaro y tras tener pretensiones de entregar Hungría como vasallo al Sacro Imperio Romano Germánico para asegurarse en el poder, muchos nobles húngaros se manifestaron descontentos. Salomón también llevaría a cabo acciones que deteriorarían sus relaciones con sus primos los príncipes Géza I y San Ladislao, hasta eventualmente intentar atentar contra la vida de ellos. Inclusive ignorando los consejos de su madre, La reina Anastasia, Salomón atacaría a su primo Géza el 26 de febrero de 1074, mientras éste se hallaba en su campamento en Kemej. La ausencia de Ladislao y sus tropas propiciaría el momento idóneo para Salomón, y de hecho desencadenaría la victoria del rey húngaro, obligando a huir a su primo Géza.

## Consecuencias de la batalla de Kemej
Luego de esta batalla, el 14 de marzo se libraría la batalla de Mogyoród, donde Ladislao asistiría a su hermano y juntos derrotarían a Salomón. Géza sería coronado como rey y Salomón sería liberado. 